# Поле-Кугунур
 Поле-Кугунур  — деревня в Параньгинском районе Республики Марий Эл. Входит в состав Усолинского сельского поселения.

## География
Находится в восточной части республики Марий Эл на расстоянии приблизительно 4 км по прямой на северо-восток от районного центра посёлка Параньга.

## История
Деревня известна с 1782 года как починок Ирчарма Поле-Кугунур с мужским населением 15 душ из служилых татар. В 1836 здесь было 9 дворов, 82 жителя, в 1869 25 и 154 соответственно, в 1884 41 и 265 соответственно. В 1923 году в 88 дворах жили 365 человек (татары 363). В 2003 году в деревне оставалось 27 дворов. В советское время работали колхозы «Кызыл йолдыз», «У пасу», им. Хрущёва, «За коммунизм».

## Население
Население составляло 96 человек (татары 56 %, мари 29 %) в 2002 году, 79 в 2010.